# Шамильяр, Мишель
Мишель Шамильяр (фр. Michel Chamilliart; 2 января 1652 — 14 апреля 1721) — французский государственный деятель, который при покровительстве мадам де Ментенон занимал в 1699—1707 годах пост военного министра.

## Биография
Мишель Шамильяр начал службу советником Парижского парламента; позже был интендантом в Руане. В 1701 году он был назначен военным министром; заведовал также финансами. Учреждение торгового совета, уменьшение отпускных пошлин, уступка необработанных государственных земель землепашцам, поощрение колониальной торговли — вот мероприятия, которые ознаменовали начало его деятельности.
Восстановление подушной подати и новые выпуски ренты оправдывались расходами на ведение Войны за испанское наследство. Той же цели служили досрочный сбор податей, создание и продажа бесчисленных должностей, понижение ценности монеты, лотереи и ассигнации с принудительным курсом. Военное его управление не было счастливее, а назначение командующим в туринской кампании его зятя герцога Лафейада вызвало всеобщее неудовольствие и совершенно не оправдало себя.
Удручённый неудачами, Шамильяр стал хлопотать об отставке, которая дана была ему королём с большой неохотой. В управлении финансами в 1708 году его заместил Демаре, а в военном министерстве — Вуазен.